# Trioza kakamegae
Trioza kakamegae är en insektsart som beskrevs av Jennifer L. Hollis 1984. Trioza kakamegae ingår i släktet Trioza och familjen spetsbladloppor.
Artens utbredningsområde är Kenya. Inga underarter finns listade i Catalogue of Life.